# 2020-as MTV Europe Music Awards
A 2020-as MTV Europe Music Awards (röviden MTV EMA 2020) volt a huszonnegyedik MTV Europe Music Awards. A díjátadót a műsor tervezett idejében tomboló Covid19-pandémia miatt nagyközönség előtt nem rendezték meg, a produkciókat felvételről közvetítették, csakúgy, mint a Video Music Awards-on.
A rendezvény helyszínéül Budapest és London közösen szolgáltak. Ez volt az első alkalom, hogy Magyarország, és a hetedik alkalom, hogy az Egyesült Királyság rendezi a díjátadót. Illetve harmadszor adott otthont London az eseménynek, legutóbb 2017-ben volt ugyanez a helyszín a rendezője a díjátadónak.
Ebben az évben Lady Gaga rendelkezik a legtöbb jelöléssel, szám szerint héttel. Őt követi a BTS és Justin Bieber, akiket öt kategóriában jelöltek.

## Nyertesek és jelöltek
A nyertesek kiemelve szerepelnek a listában.

### Legjobb dal
- BTS – "Dynamite"
  - DaBaby (ft. Roddy Ricch) – "Rockstar"
  - Dua Lipa – "Don't Start Now"
  - Lady Gaga és Ariana Grande – "Rain on Me"
  - Roddy Ricch – "The Box"
  - The Weeknd – "Blinding Lights"

### Legjobb klip
- DJ Khaled (ft. Drake) – "Popstar"
  - Billie Eilish – "Everything I Wanted"
  - Cardi B (ft. Megan Thee Stallion) – "WAP"
  - Karol G (ft. Nicki Minaj) – "Tusa"
  - Lady Gaga és Ariana Grande – "Rain on Me"
  - Taylor Swift – "The Man"
  - The Weeknd – "Blinding Lights"

### Legjobb kollab
- Karol G (ft. Nicki Minaj) – "Tusa"
  - Blackpink (ft. Selena Gomez) – "Ice Cream"
  - Cardi B (ft. Megan Thee Stallion) – "WAP"
  - DaBaby (ft. Roddy Ricch) – "Rockstar"
  - Justin Bieber (ft. Quavo) – "Intentions"
  - Lady Gaga és Ariana Grande – "Rain on Me"
  - Sam Smith és Demi Lovato – "I'm Ready"

### Legjobb előadó
- Lady Gaga
  - Dua Lipa
  - Harry Styles
  - Justin Bieber
  - Miley Cyrus
  - The Weeknd

### Legjobb csapat
- BTS
  - 5 Seconds of Summer
  - Blackpink
  - Chloe x Halle
  - CNCO
  - Little Mix

### Legjobb új előadó
- Doja Cat
  - Benee
  - DaBaby
  - Jack Harlow
  - Roddy Ricch
  - Yungblud

### Legjobb pop
- Little Mix
  - BTS
  - Dua Lipa
  - Harry Styles
  - Justin Bieber
  - Katy Perry
  - Lady Gaga

### Legjobb rock
- Coldplay
  - Green Day
  - Liam Gallagher
  - Pearl Jam
  - Tame Impala
  - The Killers

### Legjobb hip-hop
- Cardi B
  - DaBaby
  - Drake
  - Eminem
  - Megan Thee Stallion
  - Roddy Ricch
  - Travis Scott

### Legjobb alternatív
- Hayley Williams
  - Blackbear
  - FKA Twigs
  - Machine Gun Kelly
  - Twenty One Pilots
  - The 1975

### Legjobb elektronikus
- David Guetta
  - Calvin Harris
  - Kygo
  - Marshmello
  - Martin Garrix
  - The Chainsmokers

### Legjobb latin
- Karol G
  - Anuel AA
  - Bad Bunny
  - J Balvin
  - Maluma
  - Ozuna

### Legnagyobb rajongótábor
- BTS
  - Ariana Grande
  - Blackpink
  - Justin Bieber
  - Lady Gaga
  - Taylor Swift

### Videó egy jó ügy érdekében
- H.E.R. – "I Can't Breathe"
  - Anderson Paak – "Lockdown"
  - David Guetta és Sia – "Let's Love"
  - Demi Lovato – "I Love Me"
  - Jorja Smith – "By Any Means"
  - Lil Baby – "The Bigger Picture"

### Legjobb push előadó
- Yungblud
  - AJ Mitchell
  - Ashnikko
  - Benee
  - Brockhampton
  - Conan Gray
  - Doja Cat
  - Georgia
  - Jack Harlow
  - Lil Tecca
  - Tate McRae
  - Wallows

### Legjobb live virtuális show
- BTS
  - J Balvin
  - Katy Perry
  - Little Mix
  - Maluma
  - Post Malone

## Regionális nyertesek és jelöltek

### Európa
| Kategória                                       | Nyertes         | Jelöltek            | Jelöltek           | Jelöltek         | Jelöltek           |
| ----------------------------------------------- | --------------- | ------------------- | ------------------ | ---------------- | ------------------ |
| legjobb magyar előadó                           | Dzsúdló         | ByeAlex és a Slepp  | Carson Coma        | Irie Maffia      | Metzker Viktória   |
| legjobb belga előadó                            | Angèle          | blackwave.          | IBE                | Lost Frequencies | OT                 |
| legjobb egyesült királysági és írországi előadó | Little Mix      | Dave                | Dua Lipa           | Harry Styles     | Stormzy            |
| legjobb francia előadó                          | Matt Pokora     | Aya Nakamura        | GIMS               | Slimane & Vitaa  | Soprano            |
| legjobb holland előadó                          | Emma Heesters   | Bilal Wahib         | Davina Michelle    | Suzan & Freek    | Tabitha            |
| legjobb izraeli előadó                          | Noa Kirel       | Carakukly           | Eden Hason         | Noga Erez        | Noroz és Boi Ecchi |
| legjobb lengyel előadó                          | Margaret        | Daria Zawiałow      | Krzysztof Zalewski | Quebonafide      | sanah              |
| legjobb német előadó                            | Fynn Kliemann   | Apache 207          | Lea                | Nico Santos      | Shirin David       |
| legjobb olasz előadó                            | Diodato         | Elettra Lamborghini | Irama              | Levante          | Random             |
| legjobb orosz előadó                            | Niletto         | Cream Soda          | Klava Coca         | Manizha          | Morgenshtern       |
| legjobb portugál előadó                         | Fernando Daniel | Bárbara Bandeira    | Bispo              | Dino D'Santiago  | Diogo Piçarra      |
| legjobb skandináv előadó                        | Zara Larsson    | Alma                | Branco             | Gilli            | Kygo               |
| legjobb spanyol előadó                          | La La Love You  | Aitana              | Carolina Durante   | Don Patricio     | Leiva              |
| legjobb svájci előadó                           | Loredana        | Bligg               | Loco Escrito       | Pronto           | Seven              |

### Afrika
| Kategória              | Nyertes   | Jelöltek  | Jelöltek   | Jelöltek                       | Jelöltek | Jelöltek |
| ---------------------- | --------- | --------- | ---------- | ------------------------------ | -------- | -------- |
| legjobb afrikai előadó | Master KG | Burna Boy | Gaz Mawete | Kabza De Small és DJ Maphorisa | Rema     | Sheebah  |

### Ázsia
| Kategória                       | Nyertes               | Jelöltek | Jelöltek    | Jelöltek       | Jelöltek               | Jelöltek               |
| ------------------------------- | --------------------- | -------- | ----------- | -------------- | ---------------------- | ---------------------- |
| legjobb dél-kelet ázsiai előadó | Jack                  | Agnez Mo | Ben&Ben     | Benjamin Kheng | K-Clique               | Violette Wautier       |
| legjobb indiai előadó           | Armaan Malik          | Divine   | Kaam Bhaari | Prabh Deep     | Siri & Sez on the Beat | Siri & Sez on the Beat |
| legjobb japán előadó            | Official Hige Dandism | Hiraidai | Punpee      | Rei            | Yorushika              | Yorushika              |
| legjobb kínai előadó            | R1SE                  | AGA      | Feng Timo   | Timmy Xu       | Waa Wei                | Waa Wei                |
| legjobb koreai előadó           | Stray Kids            | Astro    | Everglow    | Kard           | Victon                 | Victon                 |

### Ausztrália&Új-Zéland
| Kategória                 | Nyertes | Jelöltek  | Jelöltek     | Jelöltek     | Jelöltek             |
| ------------------------- | ------- | --------- | ------------ | ------------ | -------------------- |
| legjobb ausztrál előadó   | G Flip  | Baker Boy | Hayden James | The Kid Laro | Tones and I          |
| legjobb új-zélandi előadó | Benee   | Baynk     | Jawsh 685    | L.A.B.       | The Naked and Famous |

### Amerika
| Kategória                             | Nyertes         | Jelöltek     | Jelöltek            | Jelöltek       | Jelöltek     |
| ------------------------------------- | --------------- | ------------ | ------------------- | -------------- | ------------ |
| legjobb brazil előadó                 | Pabllo Vittar   | Anitta       | Djonga              | Emicida        | Ludmilla     |
| legjobb egyesült államokbeli előadó   | Lady Gaga       | Cardi B      | Megan Thee Stallion | Miley Cyrus    | Taylor Swift |
| legjobb kanadai előadó                | Johnny Orlando  | Alessia Cara | Jessie Reyez        | Justin Bieber  | The Weeknd   |
| legjobb karibi előadó                 | Bad Bunny       | Anuel AA     | Ozuna               | Rauw Alejandro | Residente    |
| legjobb latin-amerikai előadó (észak) | Danna Paola     | Jesse & Joy  | Mattise             | Sofía Reyes    | Zoé          |
| legjobb latin-amerikai előadó (közép) | Sebastián Yatra | Camilo       | J Balvin            | Karol G        | Maluma       |
| legjobb latin-amerikai előadó (dél)   | Lali            | Cazzu        | Khea                | Nicki Nicole   | Tini         |

## Előadások
| Előadók            | Dalok                                |
| Előműsor           | Előműsor                             |
| ------------------ | ------------------------------------ |
| Madison Beer       | "Baby"                               |
| Why Don’t We       | "Fallin' (Adrenaline)"               |
| 24kGoldn           | "Mood"                               |
| Főműsor            |                                      |
| Doja Cat           | "Say So"                             |
| Jack Harlow        | "Tyler Herro" "What's Poppin"        |
| Sam Smith          | "Diamonds"                           |
| David GuettaRaye   | "Let's Love"                         |
| MalumaAya Nakamura | "Djadja" "Hawái"                     |
| DaBaby             | "Rockstar" "Blind" "Practice"        |
| Little Mix         | "Sweet Melody"                       |
| Alicia Keys        | "Love Looks Better"                  |
| Tate McRae         | "You Broke Me First"                 |
| Karol G            | "Bichota"                            |
| Yungblud           | "Cotton Candy" "Strawberry Lipstick" |
| Zara Larsson       | "Wow"                                |

## Lásd még
- MTV Europe Music Awards
- MTV Video Music Awards